# 甘肃柽柳
甘肃柽柳（学名：Tamarix gansuensis），为柽柳科柽柳属下的一个植物种。
其种加词gansuensis，意为“甘肃的”。